# Центрифугування
Центрифугування –
- 1) Процес зневоднення дрібних мокрих продуктів збагачення корисних копалин і розділення суспензій на рідку і тверду фази під дією відцентрових сил. Машини для здійснення таких операцій називаються центрифугами, які підрозділяють на фільтрувальні, осаджувальні та комбіновані. Для зневоднення тонкоподрібнених продуктів і шламів можуть застосовуватися осаджувальні і осаджувально-фільтрувальні центрифуги.
- 2) Процес розділення неоднорідних рідких середовищ або дисперсних систем у відцентровому полі. У збагаченні корисних копалин застосовується для класифікації дрібних класів. Синонім — фугування.

Машини для здійснення таких операцій називаються центрифугами, які підрозділяються на фільтрувальні, осаджувальні і комбіновані (осаджувально-фільтрувальні).